# Маршал (Формула 1)
Вижте пояснителната страница за други значения на Маршал.
Маршалът е служител на писта от „Формула 1“ и от други моторни състезания.
Маршалите са разположени около пистата. В техните задължения влизат подаване на информация на пилотите, предупреждения с флагове за опасности и инциденти, евакуиране на пилоти и болиди, аварирали по време на състезателния уикенд.